# 大分県道607号長良木立線
大分県道607号長良木立線（おおいたけんどう607ごう ながらきたちせん）は、大分県佐伯市を通る一般県道である。

## 概要
佐伯市大字堅田と佐伯市大字木立を結ぶ。

### 路線データ
- 起点：大分県佐伯市大字堅田（大分県道37号佐伯蒲江線交点）
- 終点：大分県佐伯市大字木立（国道388号交点）
- 陸上距離：約4.4km

## 地理

### 通過する自治体
- 佐伯市

### 交差する道路
| 交差する道路           | 交差する場所 | 交差する場所 |
| ---------------------- | ------------ | ------------ |
| 大分県道37号佐伯蒲江線 | 大字堅田     | 起点         |
| 国道388号              | 大字木立     | 終点         |